# William Herbert, II marchese di Powis
William Herbert, II marchese di Powis (Londra, 1660 – Londra, 22 ottobre 1745), è stato un nobile britannico.

## Biografia
William era figlio di William Herbert, I marchese di Powis, e di sua moglie Elizabeth Somerset, figlia minore di Edward Somerset, II marchese di Worcester. Egli iniziò la sua carriera nella società aristocratica inglese il 23 aprile 1685, all'incoronazione di re Giacomo II d'Inghilterra, ove svolse l'incarico di paggio d'onore. Dall'8 maggio 1687 sino al novembre del 1688 fu colonnello di un reggimento di fanteria nonché vice luogotenente di sei contee galles dal 26 febbraio al 23 dicembre 1688.
Dopo la Gloriosa Rivoluzione, il suo schierarsi come il padre a favore del detronizzato Giacomo II gli valse la prigionia nella Torre di Londra dove rimase dal 6 maggio al 7 novembre 1689. Il 5 luglio 1690 venne convocato dalla polizia del regno e nuovamente nel 1696 quando venne sospettato di complicità nel complotto di assassinio giacobita. Nel maggio del 1696 venne dichiarato fuorilegge, ma per un errore tecnico da parte dello sceriffo di Londra ottenne di mantenere tutti i suoi possedimenti. Si consegnò alle autorità il 15 dicembre 1696, e venne portato alla prigione di Newgate. Venne rilasciato il 19 giugno 1697, con lo scoppio di un'epidemia di tifo.
Non venne processato e nel novembre del 1700 risultava però malato a Gand. Nel gennaio del 1701 re Guglielmo III gli permise di portarsi a Londra dalle Fiandre per raccogliere soldi per saldare i suoi debiti. Compì una seconda visita a Londra il 25 maggio 1703 e gli venne infine revocato il bando. Le sue difficoltà finanziarie lo spinsero a vendere la sua casa a Lincoln's Inn Fields al duca di Newcastle nel maggio del 1705. Nel 1708 risultava residente a Powis House su Great Ormond Street.
Arrestato nuovamente durante l'allarme giacobita del settembre del 1715, venne comunque considerato come uomo poco influente. Venne restaurato ai propri titoli ed ai propri possedimenti, compreso il castello di Powis ed ammesso alla camera dei Lords col titolo di marchese di Powis l'8 ottobre 1722. Per i giacobiti continuò ad ogni modo ad essere indicato come duca di Powis anche se William non manifestò mai particolare interesse nel voler reclamare tale dignità. Morì a Londra il 22 ottobre 1745.

## Matrimonio e figli

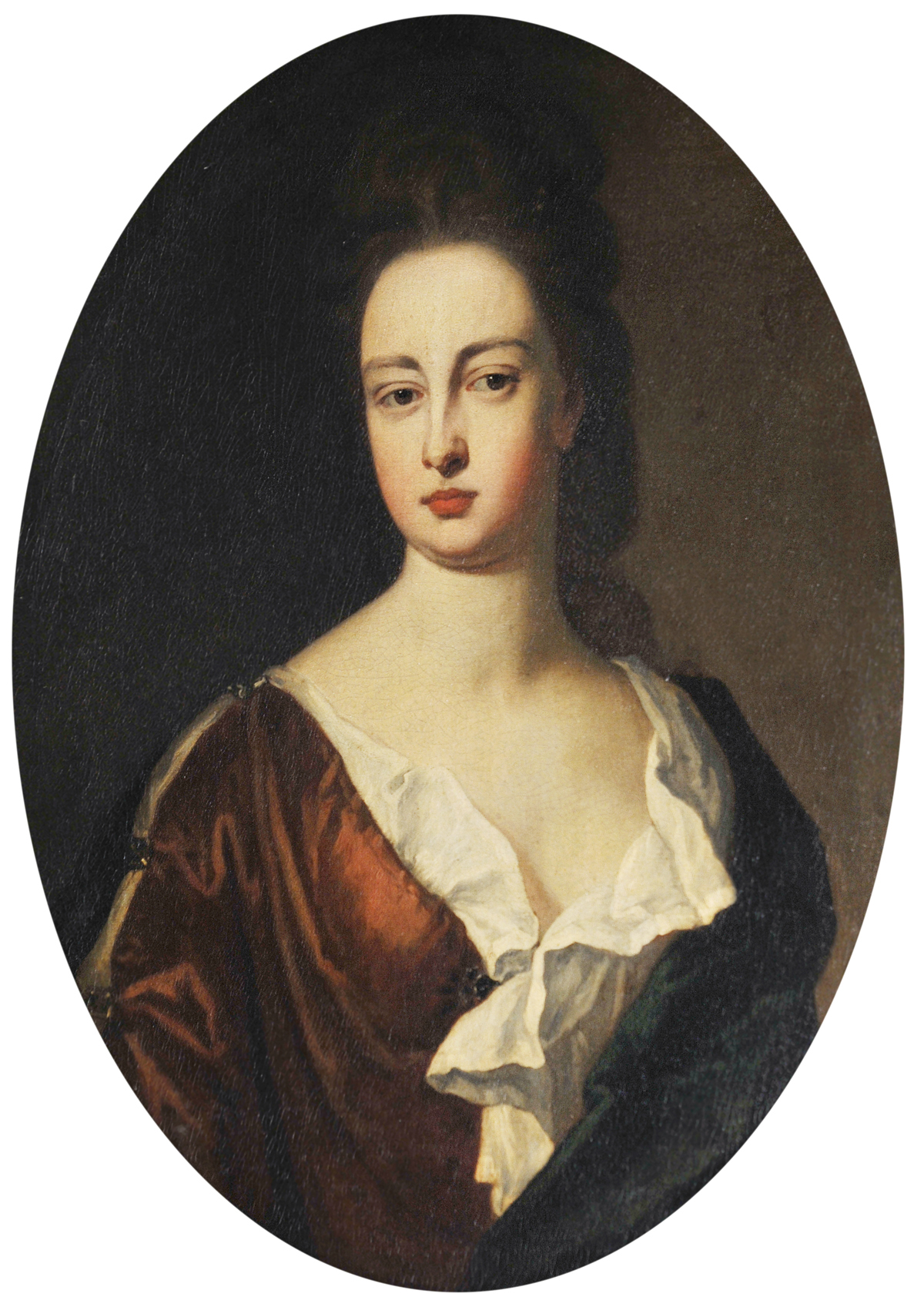
Lady Mary Preston in un ritratto di Michael Dahl

William sposò nel 1691 Mary, figlia primogenita ed erede di sir Thomas Preston, baronetto "di Furness", la quale morì l'8 gennaio del 1724 e venne sepolta a Hendon, in una delle proprietà dei marchesi di Powis. Da lei il marchese ebbe due figli e una figlia: William, il primogenito, morì celibe l'8 marzo 1748. Edward, il figlio minore, morì nel 1734, avendo sposato Henrietta, figlia di James Waldegrave, I conte Waldegrave, dalla quale ebbe una sola figlia nata postuma, Barbara. Il marito di quest'ultima, Henry Arthur Herbert, venne creato conte di Powis nel 1748.